# Let There Be Rock (film)
Pour les articles homonymes, voir Let There Be Rock (homonymie).
Pour plus de détails, voir Fiche technique et Distribution.
Let There Be Rock est un concert filmé du groupe de hard rock AC/DC, sorti en VHS le 1er septembre 1980 en France.
Ce concert a été enregistré au Pavillon de Paris le 9 décembre 1979. Il était prévu initialement que la VHS ne sorte qu'en France mais elle sortit finalement sur le marché international. La vidéo contient également des images du groupe en dehors de la scène.
Le film a été réédité en DVD et Blu-Ray le 7 juin 2011.
En 1997, la bande son de ce film a été incluse au coffret Bonfire. Les deux CD contiennent la chanson T.N.T. en plus des 13 titres figurant dans le film.

## Fiche technique
- Titre : Let There Be Rock
- Réalisation : Eric Dionysius et Eric Mistler
- Photographie : Jean-Francis Gondre
- Montage : Mariette Lévy-Novion
- Société de production : High Speed Productions et Sebastian International
- Pays de production :  États-Unis et  France
- Genre : Film de concert
- Durée : 98 minutes
- Dates de sortie : 
  - France : 1er septembre 1980
  - États-Unis : 14 septembre 1980

## Liste des chansons
1. Live Wire
2. Shot Down in Flames
3. Hell Ain't a Bad Place To Be
4. Sin City
5. Walk All Over You
6. Bad Boy Boogie
7. The Jack
8. Highway to Hell
9. Girls Got Rhythm
10. High Voltage
11. Whole Lotta Rosie
12. Rocker
13. Let There Be Rock

Toutes les chansons ont été composées par Angus Young, Malcolm Young, et Bon Scott.

## Formation
- Bon Scott : Chants
- Angus Young : Guitare solo
- Malcolm Young : Guitare rythmique
- Cliff Williams : Basse
- Phil Rudd : Batterie

## Personnel
- Directeur - Eric Dionysius
- Producteur - Eric Mistler
- Cinématographe - Jean-Francis Gondre
- Film - Mariette Lévy-Novion
- Executive Producer  - Martine Cuisinier
- Son - Mike Scarfe
- Effets spéciaux - Terry Lee (lumière)
- Effets visuels - Klaus Blasquiz (graphique) et Jacques Dimier (animation)
- Photos - Rémi Cohen